# Колычево (деревня, городской округ Ступино)
Колычево — деревня в Ступинском районе Московской области в составе Семёновского сельского поселения (до 2006 года входила в Семёновский сельский округ). На 2015 год Колычево, фактически, дачный посёлок: при 5 жителях в деревне 11 улиц и 4 садовых товарищества. В деревне находится кирпичный четырёхгранный часовенный столб 1912 года постройки. Название деревни связано с фамилией её владельцев — бояр Колычевых.
Деревня была живая с 1800 годов,  остались грамоты и Свидетельства об окончании учебных начальных заведений, земской школы в селе Мышенское( сейчас вместо истории школы это здание в частных руках и к нему примыкает забор к забору) храма Покрова Богородицы.Деревня Колычево старинная и богата своими родниками, здесь сохранилась деревянная усадьба Немовых- Найдёновых по Родниковой улице дом 24.А с 2000 годов, родники спасают и чистят жители, притока реки заросла, освещения нет да же на остановке и вдоль дороги. Грянула застройка,земли пастбищ перешли в зону дачных земель СХ2,деревня превращается вГЕТТО, вместо Агротуризма и импортозамещения, деревня переходит в Дачизамещение.Президентские указы не работают в Ступино, только всё распродают.

## Население
| 2002 | 2006 | 2010 |
| ---- | ---- | ---- |
| 8    | ↘5   | →5   |

Колычево расположено на западе района, у границы с Чеховским районом, в 1,5 км от внешней стороны большого Московского кольца, на безымянном ручье, левом притоке реки Лопасня, высота центра деревни над уровнем моря — 165 м. Ближайшие населённые пункты: Мышенское — менее 1 км на восток и Авдотьино — около 1,8 км на север.